# Quintal
Quintal is een gemeente in het Franse departement Haute-Savoie (regio Auvergne-Rhône-Alpes) en telt 882 inwoners (1999). De plaats maakt deel uit van het arrondissement Annecy.

## Geografie
De oppervlakte van Quintal bedraagt 9,1 km², de bevolkingsdichtheid is 96,9 inwoners per km².
De onderstaande kaart toont de ligging van Quintal met de belangrijkste infrastructuur en aangrenzende gemeenten.

## Demografie
Onderstaande figuur toont het verloop van het inwonertal (bron: INSEE-tellingen).